# Tàu 927-Yết Kiêu
Tàu 927 - Yết Kiêu là tàu cứu hộ tàu ngầm thuộc biên chế Hải quân Nhân dân Việt Nam.Đây là chiếc tàu được đóng trong nước tại nhà máy Z189 dưới sự chuyển giao công nghệ từ Tập đoàn Damen. Hiện tàu đang hoạt động cùng với hạm đội 6 chiếc tàu ngầm lớp Kilo 

## Công bố và thiết kế
Được đặt ký hiệu là MSSARS 9316, ý tưởng về Yết Kiêu lần đầu được công bố vào đầu năm 2018 tại triển lãm Vietship 2018 ở Hà Nội và xác nhận sẽ được đống bởi doanh nghiệp nhà nước Xưởng đóng tàu Z189 , sử dụng thiết kế, công nghệ và phụ kiện do Tập đoàn Damen cung cấp. Thiết kế của MSSARS 9316 được xác định có kích thước nhỉnh hơn so với hai tàu cùng lớp MV Stoker và MV Besant — cũng do Damen thiết kế và do nhà máy Z189 đóng cho Hải quân Australia — khi Yết Kiêu có chiều dài lớn hơn một chút (94 đến 93 m, 308 đến 305 ft), đồng thời lượng choán nước và diện tích boong cũng tăng nhẹ.
Lễ dặt lườn cho MSSARS 9316 đã diễn ra tại nhà máy Z189 ở thành phố Hải Phòng vào ngày 24 tháng 5 năm 2018. Chiếc tàu có chiều dài 94 m (308 ft 5 in), chiều rộng 16 m (52 ft 6 in) và lượng choán nước 3.950 tấn và được trang bị sàn đáp trực thăng cùng “hệ thống định vị động mạnh mẽ và nhiều tính năng khác” giúp tàu hoạt động không gián đoạn trong điều kiện thời tiết khắc nghiệt, như gió cấp 9–12 và sóng cao tới 14 m.
Ngoài vai trò chính là tàu cứu hộ tàu ngầm, Tàu 927 còn có khả năng khảo sát dưới nước, lập bản đồ đáy biể và phục vụ như một tàu nghiên cứu đại dương, theo báo cáo cho biết, với thời gian đóng tàu dự kiến là 27 tháng. Tuy nhiên chỉ mất 17 tháng để hoàn thiện, và tàu lần đầu ra mắt công chúng vào tháng 12 năm 2019, đánh dấu lần đầu Việt Nam sở hữu một chiếc tàu chuyên dụng cho nhiệm vụ cứu hộ tàu ngầm.